# Вегревильская писанка

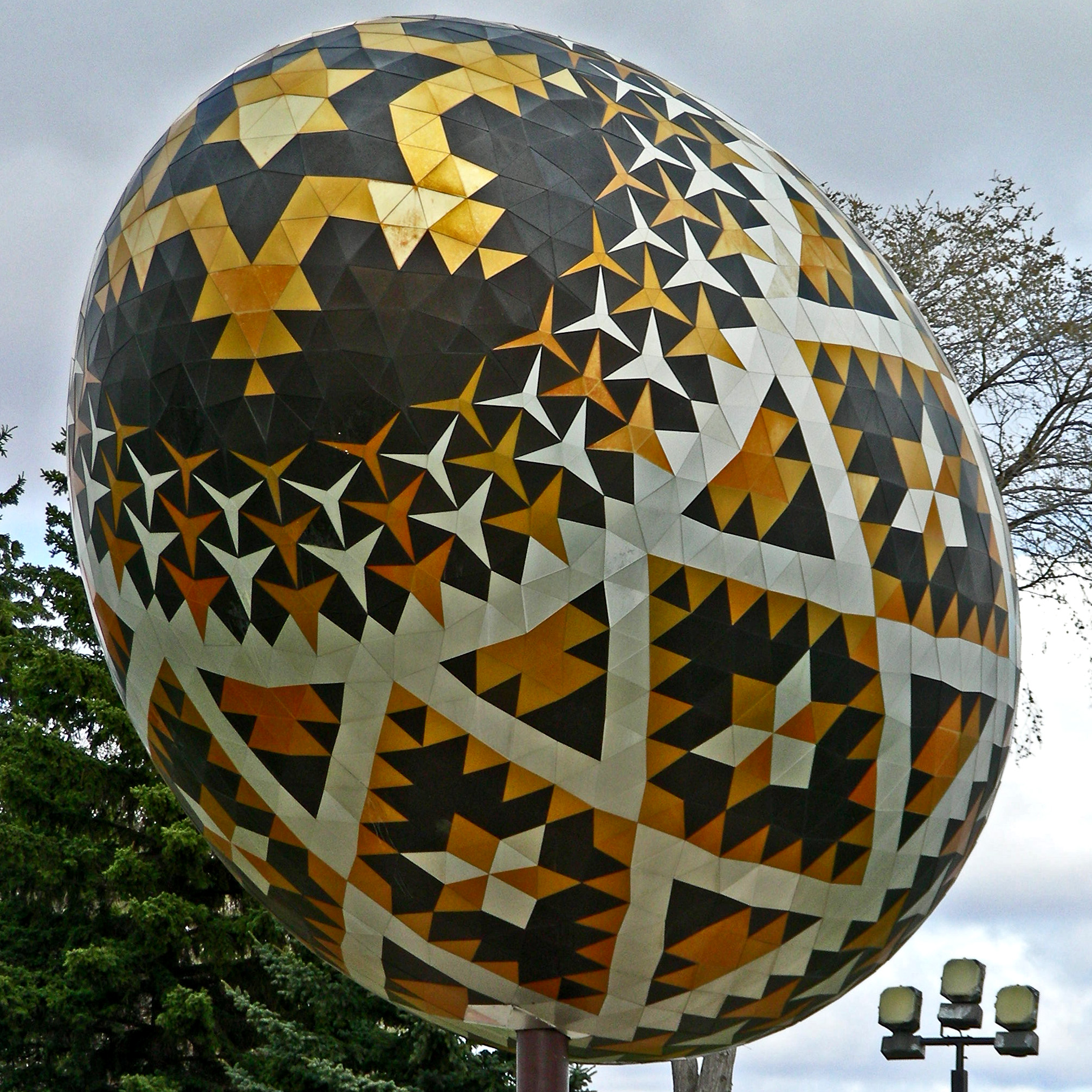

Вегреви́льская пи́санка (укр. Веґревільська писанка, англ. Vegreville egg) — скульптура в виде огромной украинской писанки, расположенная в канадском городе Вегревилл. Памятник был открыт в 1975 году торговой палатой города в честь столетия Канадской королевской конной полиции.
Работы Пола Максума Сембалюка построены из сложного набора двумерных анодированных алюминиевых плит в форме конгруэнтных равносторонних треугольников и звездообразных шестиугольников, выполненных поверх алюминиевой рамки. Яйцо длиной 31 фута (9 м) и три с половиной в высоту, весом 2,5 тонны (5 512 фунтов). Это вторая по величине писанка в мире; самая большая была сооружена в Коломые в 2000 году.
Скульптура была заказана городом Вегревилль, в канадской провинции Альберта, в которой проживало значительное число иммигрантов с территории нынешней Украины. Чтобы получить финансирование для этого, город обратился за грантом к федеральному правительству и в конечном итоге смог получить некоторое финансирование, только с условием, если скульптура будет посвящена годовщине королевской канадской конной полиции, отмечавшейся в 1975 году.
Яйцо является одним из главных туристических достопримечательностей вдоль шоссе Yellowhead, и тысячи туристов посещают его ежегодно. Он расположен на северной стороне Альберты шоссе 16A в парке Элк.